# Tengiz Soelakvelidze
Tengiz Soelakvelidze (Georgisch: თენგიზ სულაქველიძე, Russisch: Тенгиз Сулаквелидзе) (Koetaisi, 23 juli 1956) is een voormalig Georgisch voetballer, trainer en politicus. Als speler kwam hij uit voor de Sovjet-Unie.

## Biografie
Soelakvelidze begon zijn carrière bij Torpedo Koetaisi, dat toen in de tweede klasse speelde. In 1978 maakte hij de overstap naar Dinamo Tbilisi, waar hij tien jaar speelde. Met deze club werd hij in 1978 landskampioen en won hij in 1979 de beker. In 1981 won hij met zijn club definale van de Europacup II tegen FC Carl Zeiss Jena. Hij sloot zijn carrière in 1989 af bij de Zweedse club Holmsund.
Op 26 maart 1980 debuteerde hij voor het nationale elftal in een wedstrijd tegen Bulgarije. Later dat jaar veroverde hij met de olympische selectie de bronzen medaille op de spelen in Moskou Hij nam met zijn land deel aan het WK 1982 en het EK 1988, waar ze de tweede plaats behaalden.
1 Dasajev ·
2 Soelakvelidze ·
3 Tsjivadze  ·
4 Chidijatoellin ·
5 Baltatsja ·
6 Demjanenko ·
7 Sjengelia ·
8 Bezsonov ·
9 Gavrilov ·
10 Hovhannesjan ·
11 Blochin ·
12 Bal ·
13 Daraselia · 
14 Borowski ·
15 Andrejev ·
16 Rodionov ·
17 Boerjak ·
18 Soesloparov ·
19 Jevtoesjenko ·
20 Romantsev ·
21 Viktor Tsjanov ·
22 Vjatsjeslav Tsjanov ·
Coach: Beskov
1 Dasajev  ·
2 Bezsonov ·
3 Chidijatoellin ·
4 Koeznetsov ·
5 Demjanenko ·
6 Rats ·
7 Alejnikaw ·
8 Lytovtsjenko ·
9 Zavarov ·
10 Protasov ·
11 Bilanov ·
12 Visjnevskji ·
13 Soelakvelidze ·
14 Soekristov ·
15 Mychajlytsjenko ·
16 Tsjanov ·
17 Dmitrijev ·
18 Hotsmanov ·
19 Baltatsja ·
20 Pasoelko ·
Coach: Lobanovskyj